# Шалинарг
Шалина́рг (фр. Chalinargues, окс. Chinargues) — коммуна во Франции, находится в регионе Овернь. Департамент — Канталь. Входит в состав кантона Мюра. Округ коммуны — Сен-Флур.
Код INSEE коммуны — 15035.
Коммуна расположена приблизительно в 420 км к югу от Парижа, в 75 км южнее Клермон-Феррана, в 50 км к северо-востоку от Орийака.

## Население
Население коммуны на 2008 год составляло 433 человека.
| 1962 | 1968 | 1975 | 1982 | 1990 | 1999 | 2008 |
| ---- | ---- | ---- | ---- | ---- | ---- | ---- |
| 719  | 635  | 527  | 440  | 442  | 433  | 433  |

## Экономика
В 2007 году среди 264 человек в трудоспособном возрасте (15—64 лет) 183 были экономически активными, 81 — неактивными (показатель активности — 69,3 %, в 1999 году было 67,7 %). Из 183 активных работали 168 человек (104 мужчины и 64 женщины), безработных было 15 (8 мужчин и 7 женщин). Среди 81 неактивных 16 человек были учениками или студентами, 36 — пенсионерами, 29 были неактивными по другим причинам.

## Достопримечательности
- Церковь Сен-Бартелеми (XII век). Памятник истории с 1925 года[3]
- Гранитный крест Мон (XV век). Памятник истории с 1922 года[4]

## Фотогалерея
- Церковь Сен-Бартелеми
- Крест Мон
- Придорожный крест (лицевая сторона)
- Придорожный крест (оборотная сторона)